# Gelsted Sogn
Gelsted Sogn ist eine Kirchspielsgemeinde (dän.: Sogn) im südlichen Dänemark. Bis 1970 gehörte sie zur Harde Vends Herred im damaligen Odense Amt, danach zur Ejby Kommune im Fyns Amt, die im Zuge der Kommunalreform zum 1. Januar 2007 in der Middelfart Kommune in der Region Syddanmark aufgegangen ist.
Im Kirchspiel leben 2298 Einwohner, davon 1676 im Kirchdorf (Stand:1. Januar 2023). Im Kirchspiel liegt die Kirche „Gelsted Kirke“.
Nachbargemeinden sind im Südwesten Tanderup Sogn, im Westen Ørslev Sogn, im Norden Ejby Sogn und im Nordosten Fjelsted Sogn, ferner in der benachbarten Assens Kommune im Osten Rørup Sogn und im Süden Kerte Sogn.